# Kurt Browning
Kurt Browning, CM (Rocky Mountain House, Alberta; 18 de juny de 1966) és un patinador artístic sobre gel i comentarista esportiu canadenc, quatre vegades campió del món, entre els anys 1989 i 1993.

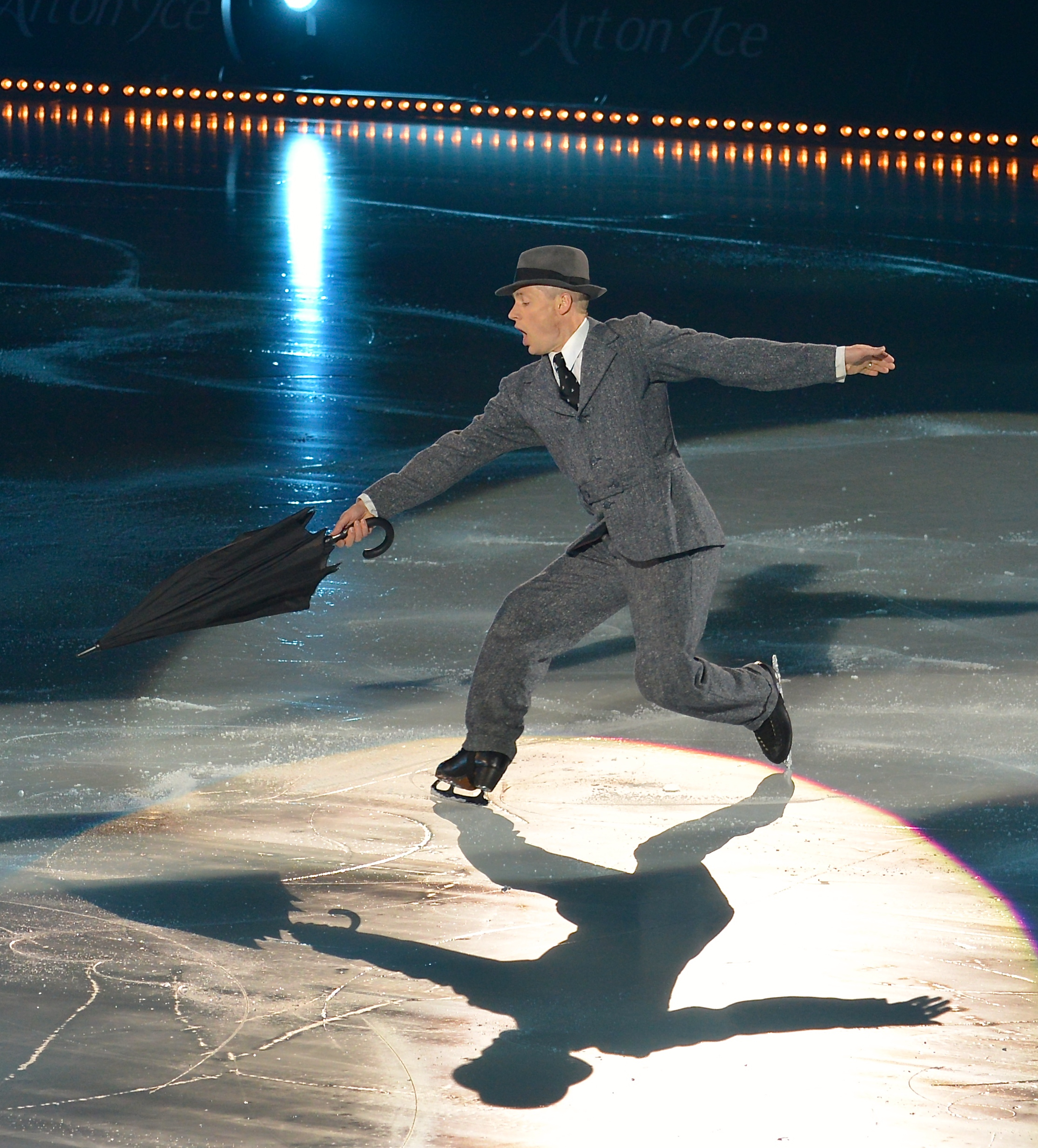
Kurt Browning realitzant "Singin' in the Rain" a Art on Ice 2014

## Carrera
Browning fou campió canadenc de patinatge artístic i Campió del Món quatre vegades. Va representar Canadà en tres Jocs Olímpics d'hivern, 1988 (finalitzant 8è), 1992 (6è) i 1994 (5è), i va obtenir el privilegi de portar la bandera del Canadà durant les cerimònies d'obertura dels jocs de 1994 a Lillehammer (Noruega). Entre els altres èxits de Browning hi ha tres Campionats Professionals canadencs i tres Campionats Professionals Mundials.
El 25 de març de 1988, als Campionats Mundials de Patinatge Artístic de 1988 a Budapest Browning va aterrar el primer quàdruple salt ratificat, una fita de la competició. Aquesta realització apareix a la llista del Guinness Book of Records. Jozef Sabovčík anteriorment havia realitzat un bucle de punta quadrada als Campionats d'Europa de 1986 que va ser reconegut a l'esdeveniment però que fou invalidat tres setmanes després. Browning diria més tard, ""Recordo que hi havia algunes persones aterrant el salt (a la pràctica) molt abans de fer-ho jo i mirant-les em vaig inspirar a provar-ho jo. Sens dubte esperava que més patinadors comencessin a fer-ho en competició. Em va sorprendre en els pròxims anys no passés." Browning també és conegut pels seus moviments complicats, ràpids, sovint desencadenats.
Durant la seva carrera, Browning va tenir una llarga rivalitat amb Brian Boitano. A la competició de les Guerres de Gel de 2006, Browning va derrotar Boitano per un marge estret.
Un dels programes emblemàtics de Browning és "Singin' in the Rain", on imita el ball de Gene Kelly a la pel·lícula. Coreografiat per Sandra Bezic i emès en un especial de CBC-TV el 1994, encara es demana que es faci aquest programa sobre gel al cap de 20 anys.
Com a comentarista, Browning ha fet aparicions freqüents des de la seva creació professional el 1994. Ha estat habitual comentarista de color per a la CBC en els principals esdeveniments de patinatge des del 2006.
Browning va aparèixer al programa de televisió de la Fox de 2006 Skating with Celebrities. Iniciat el 2009, ha estat coamfritrió de Battle of the Blades.
Com a coreògraf, ha coreografiat programes per a molts patinadors artístics, entre ells:
- Jeremy Abbott[11]
- Kevin Alves[11]
- Patrick Chan[11]
- Vaughn Chipeur[11]
- Marc-André Craig[11]
- Alissa Czisny[11]
- Javier Fernández[12]
- Yuzuru Hanyu[11]
- Takeshi Honda[11]
- Brian Joubert[13]
- Tuğba Karademir[14]
- Carolina Kostner[11]
- Takahiko Kozuka[11]
- Tara Lipinski[11]
- Evan Lysacek[11]
- Brandon Mroz[11]
- Lucinda Ruh[11]
- Jamie Salé / David Pelletier[11]
- Yuka Sato[11]
- Tomáš Verner[11]
- Yan Han[11]

També ha codirigit i coreografiat la gira 2011–12 de Stars on Ice.

## Premis i honors
Browning fou guardonat amb el Trofeu Lou Marsh com a màxim atleta canadenc (el 1990), Premi Lionel Conacher (1990 i 1991), Orde del Canadà (el 1990), el Premi American Skating World Professional Skater of the Year (el 1998) i premi Gustav Lussi de la Professional Skaters' Association (el 2001).
Browning es va incorporar al Saló de la Fama dels Esports del Canadà el 1994 i al Skate Canada Hall of Fame el 2000. També fou honorat amb una estrella al Canada's Walk of Fame en 2001. Fou introduït al World Figure Skating Hall of Fame el 2006.

## Vida personal
Està casat amb Sonia Rodriguez, una dansaire principal del Ballet Nacional del Canadà des del 30 de juny de 1996. El seu primer fill, Gabriel, va néixer el 12 de juliol de 2003 i el seu segon fill, Dillon, va néixer el 14 d'agost de 2007.
La casa de Browning a la zona de Forest Hill de Toronto va patir un incendi el 18 d'agost de 2010.

## Assoliments competitius
| Internacional    | Internacional | Internacional | Internacional | Internacional | Internacional | Internacional | Internacional | Internacional | Internacional |
| Esdeveniment     | 85–86         | 86–87         | 87–88         | 88–89         | 89–90         | 90–91         | 91–92         | 92–93         | 93–94         |
| ---------------- | ------------- | ------------- | ------------- | ------------- | ------------- | ------------- | ------------- | ------------- | ------------- |
| Olímpics         |               |               | 8è            |               |               |               | 6è            |               | 5è            |
| Worlds           |               | 15è           | 6è            | 1r            | 1r            | 1r            | 2n            | 1r            |               |
| Bona Voluntat    |               |               |               |               |               | 1r            |               |               |               |
| Int. de Paris    |               |               |               |               |               |               | 1r            |               |               |
| Nations Cup      |               |               |               |               |               | 1r            |               |               |               |
| NHK Trophy       |               | 7è            |               | 3r            | 3r            |               |               |               |               |
| Skate America    | 8è            |               |               |               | 3r            |               |               |               |               |
| Skate Canada     |               |               | 4t            | 1r            |               | 1r            |               |               | 1r            |
| Trofeu Nebelhorn | 3r            |               |               |               |               |               |               |               |               |
| St. Gervais      | 2n            | 2n            |               |               |               |               |               |               |               |
| St. Ivel         |               |               | 2n            | 1r            |               |               |               |               |               |
| Nacional         |               |               |               |               |               |               |               |               |               |
| Camp. canadenc   |               | 2n            | 2n            | 1r            | 1r            | 1r            |               | 1r            | 2n            |